# Didymoplexiella kinabaluensis
Didymoplexiella kinabaluensis là một loài thực vật có hoa trong họ Lan. Loài này được (Carr) Seidenf. mô tả khoa học đầu tiên năm 1978.